# إم تي في اللبنانية
تلفزيون المرّ، ويعرف باسم أم تي في اللبنانية (بالإنجليزية: MTV Lebanon)، هي إحدى القنوات اللبنانية السياسية التي يملكها غابريال المر شقيق السياسي والنائب الراحل ميشال المر.
تأسست القناة في عام 1991 ومقرها في منطقة النقاش، إحدى ضواحي مدينة بيروت.
تم إقفالها بعد حكم قضائي عام 2002 بسبب مخالفتها للمادة 68 من قانون الانتخابات، واستمر إقفالها لمدة سبع سنوات إلى أن أعيد افتتاحها في 7 نيسان 2009، علما أن مجلس النواب اللبناني قد أصدر في عام 2005 قرارا بإعادة افتتاح المحطة.

الشعار القديم لقناة إم تي في اللبنانية

## مبادئ وأهداف القناة
- المصدقية والاستقلالية؛
- التصرف حسب أخلاق المهنة؛
- الاهتمام العام والمسؤولية الاجتماعية؛
- الشفافية
- الحريات والاندماج.

## أبرز برامجها

### قبل الإقفال
- كل ميلة عيلة (برنامج مسابقات عائلية)
- الليلة مع ميراي (برنامج ترفيهي)
- خليك معنا (برنامج ألعاب)
- لمين الملايين؟ (برنامج مسابقات)
- S.L.CHI (برنامج كوميدي ساخر)

### بعد إحيائها من جديد
- هيدا حكي
- أغاني أغاني جميلة
- أهضم شي
- قبل الأخبار
- بعد الأخبار
- تحقيق
- مساء الحرية
- كتير سلبي
- مش غلط
- ديل أور نو ديل
- برس ريفيو
- راحت عليك
- مدام كارمن
- استوديو الفن
- حديث البلد
- وأنا كمان
- وانتد: أنت ع الخط
- ما في متلو
- يلا نرقص!
- هيك منغني

## وصلات خارجية
- الموقع الرسمي